# 南陽宋氏
南陽宋氏（ナミャンソンし、남양송씨）は、朝鮮の氏族の一つ。本貫は京畿道水原市である。「南陽」とは水原市と華城市一帯の旧地名である。2015年の調査では、11,041人である。
始祖は、中国・唐の翰林学士の宋奎である。宋奎は唐から新羅に派遣され、新羅で吏部尚書を務めた後、新羅が滅亡すると南陽に定着し、南陽宋氏を創始した。